# Chondrostoma
Chondrostoma ist eine Gattung von Süßwasserfischen innerhalb der Familie der Karpfenfische. Ihr auffälligstes Merkmal ist ein gut entwickelter, nasenähnlicher Aufsatz, der den größten Teil der Oberlippe bedeckt. Zusammen mit Fischen der Gattungen Protochondrostoma, Pseudochondrostoma, Parachondrostoma, Achondrostoma und Iberochondrostoma, die eine ähnlich geformte Oberlippe aufweisen, werden sie im Deutschen deshalb auch als Nasen bezeichnet.

## Merkmale
Die Fische der Gattung Chondrostoma erreichen Standardlängen von 135 bis 470 mm. Die Körper sind zylindrisch oder seitlich abgeflacht. Die erwachsenen Fische haben ein tiefgestelltes Maul mit einer hornigen, oft scharfkantigen, Schicht, die die Unterlippe bedeckt. Die Oberlippe trägt einen nasenähnlichen Aufsatz. Bei einigen Arten ist das Maul gebogen. Bei stärker spezialisierten Arten ist der vordere Rand der Unterlippe gerade. Die Morphologie des Mauls verändert sich während der Ontogenese. So ist beispielsweise bei Chondrostoma nasus das Maul bei den erwachsenen Fischen gerade, während es bei den juvenilen Fischen gebogen ist.

## Lebensweise
Die meisten Arten der Gattung Chondrostoma bewohnen schnellfließende Gewässer. Ihre Nahrung besteht aus Wirbellosen sowie Algen, die sie von Steinen oder Felsen auf dem Steingrund abschaben.

## Systematik
Lange Zeit wurde der Name Chondrostoma für eine heterogene Gruppe von Fischen verwendet, die einen nasenähnlichen Aufsatz auf der Oberlippe gemeinsam hatten. Anhand von genetischen Analysen konnte der spanische Ichthyologe Benigno Elvira 1987 feststellen, dass diese Gemeinsamkeiten lediglich auf konvergenter Evolution basieren und dass sich diese Fische durch klar definierte molekulare Merkmale unterscheiden. Heute werden die folgenden sechs Gattungen unterschieden: Chondrostoma, Protochondrostoma, Pseudochondrostoma, Parachondrostoma, Achondrostoma und Iberochondrostoma. Molekularanalysen aus dem Jahre 2008 legten jedoch die Vermutung nahe, dass die Gattungen Achondrostoma und Iberochondrostoma nicht zu unterscheiden sind.

## Arten und ihre Verbreitung
Geografisch werden die Verbreitungsgebiete der Gattung Chondrostoma in drei Regionen aufgeteilt. 
Die erste Region umfasst die Wolgaregion, das Schwarze Meer, das Kaspische Meer sowie die Zuflüsse zur Nordsee und zur Ostsee. Hier kommen folgende Taxa vor:
- Chondrostoma oxyrhynchum
- Chondrostoma kubanicum
- Nase (Chondrostoma nasus)
- Chondrostoma variabile

Die zweite Region umfasst die Zuflüsse zum Mittelmeer und die Süßwasserregionen der Balkanhalbinsel, wo folgende Arten vertreten sind:
- Dalmatinischer Näsling (Chondrostoma knerii)
- Nase (Chondrostoma nasus)
- Chondrostoma olisiponensis
- Elritzen-Näsling (Chondrostoma phoxinus)
- Prespa-Nase (Chondrostoma prespense)
- Chondrostoma scodrense
- Italienischer Näsling (Chondrostoma soetta)
- Chondrostoma vardarense

Die dritte Region umfasst die Süßwasserregionen des Kaukasus, der Türkei und Vorderasiens. Hier sind die Verbreitungsgebiete der folgenden Arten:
- Chondrostoma angorense
- Chondrostoma ceyhanensis
- Chondrostoma holmwoodii
- Chondrostoma beysehirense
- Chondrostoma kinzelbachi
- Chondrostoma meandrense
- Chondrostoma smyrnae
- Chondrostoma toros
- Chondrostoma turnai